# 17 let Oktiabria
17 let Oktiabria (del ruso: 17 лет Октября) es un jútor del raión de Maikop en la república de Adiguesia de Rusia. Está a orillas del río Ulka, 13 km al norte de Tulski y 8 km al este de Maikop, la capital de la república. Tenía 174 habitantes en 2010.
Pertenece al municipio Kírovskoye.